# Prozaprijs van de gemeente Amsterdam
Le Prozaprijs van de gemeente Amsterdam est un prix littéraire néerlandais récompensant un roman ou une nouvelle.

## Histoire
Le prix du roman de la municipalité d'Amsterdam a été créé en 1946. En 1972, il prend le nom de Prix Multatuli.

## Récipiendaires

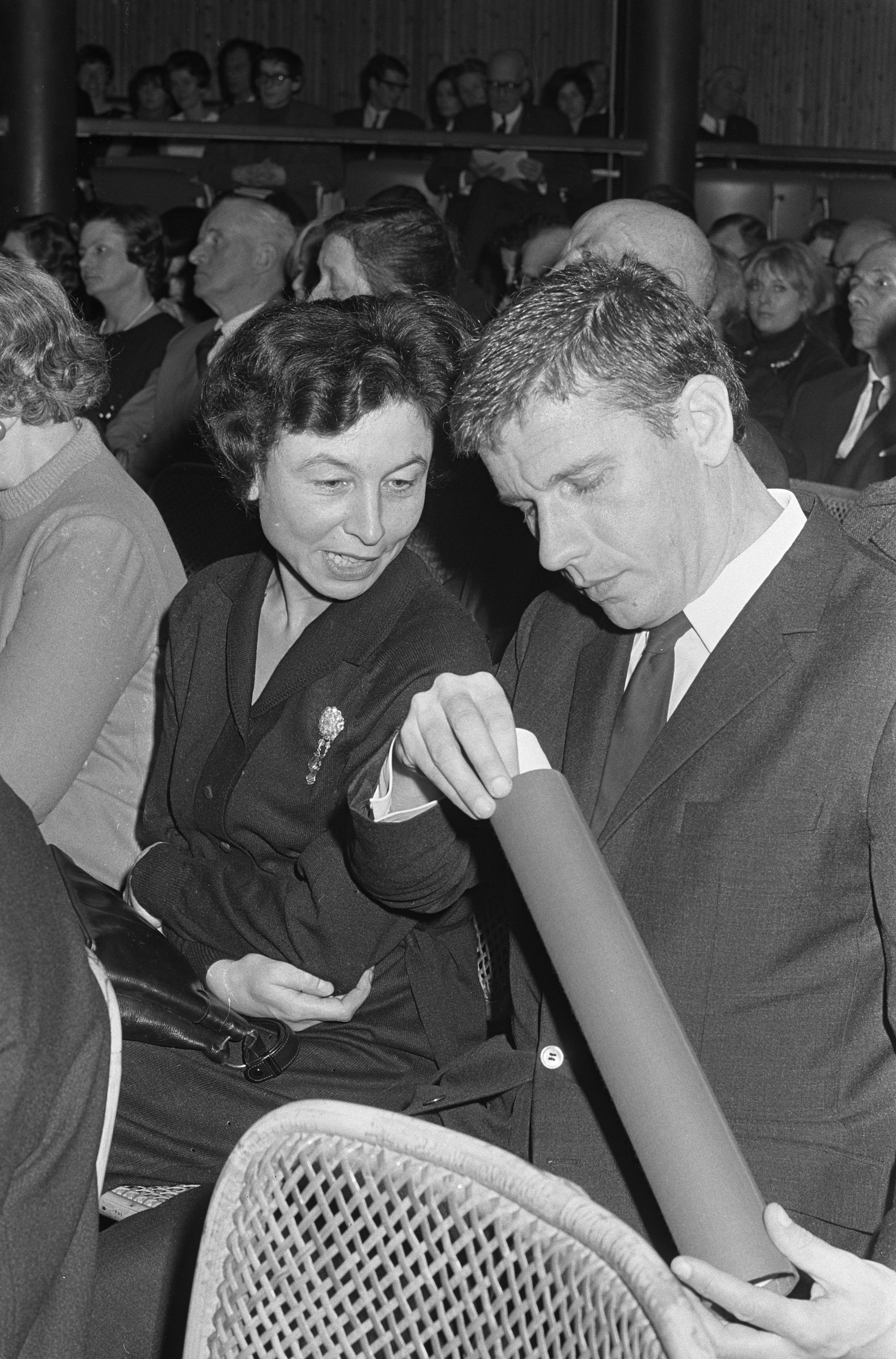
et Gerard Reve pendant la cérémonie de remise du prix en 1966

- 1971 - H.C. ten Berge (nl) pour Een geval van verbeelding
- 1970 – non attribué.
- 1969 - Dirkje Kuik (nl) pour Utrechtse notities
- 1968 - Gerrit Krol (nl) pour Het gemillimeterde hoofd
- 1967 - Jan Cremer (nl) pour Ik Jan Cremer, Tweede boek
- 1966 - Gerard Reve pour Op weg naar het einde
- 1965 - Bob den Uyl (nl) pour Vogels kijken
- 1964 - Jos Ruting pour Lydia en de zwaan
- 1963 - Gerard Reve pour Tien vrolijke verhalen
- 1963 - Jan Wolkers pour Serpetina's petticoat
- 1963 - M. Cohen pour Mevrouw de Valdon
- 1962 - Willem G. van Maanen (nl) pour De dierenhater
- 1961 - Inez van Dullemen (nl) pour De oude man
- 1961 - Anton Koolhaas (nl) pour Gekke witte
- 1961 - Barend Roest Crollius (nl) pour Dagboek van Sara
- 1960 - Simon Vestdijk pour De ziener
- 1959 - Remco Campert pour De jongen met het mes
- 1959 - Vincent Mahieu (nl) pour Tjies
- 1958 - non attribué
- 1957 - Maurits Dekker pour Op zwart stramien
- 1956 - Anna Blaman pour Op leven en dood
- 1955 - Rein Blijstra pour Een schot in de bergen
- 1955 - Inez van Dullemen (nl) pour Het verzuim
- 1955 - Marie-Sophie Nathusius (nl) pour De partner
- 1954 - J.B. Charles (nl) pour Volg het spoor terug
- 1953 - Albert Alberts pour Groen
- 1951 - non attribué
- 1949 - Anna Blaman pour Eenzaam avontuur
- 1949 - Josef Cohen (nl) pour De tocht van de dronken man
- 1948 - Annie Romein-Verschoor pour Vaderland in de verte
- 1947 - Dola de Jong pour En de akker is de wereld
- 1946 - Simon Vestdijk pour Pastorale 1943

source : Literatuurmuseum